# Mundos opuestos (Colombie)
Pour les articles homonymes, voir Mundos opuestos.
Mundos opuestos est une émission de télévision colombienne de téléréalité diffusée sur RCN Televisión depuis en 2012.

## Participants
| Participante                                                       | Edad | Situación actual                                    | Estadía  |
| ------------------------------------------------------------------ | ---- | --------------------------------------------------- | -------- |
| Wesley Burger Guide d'aventure et safaris.                         | 34   | Homme Gagnant de Mundos Opuestos Colombie           | 77 jours |
| Sofía Jaramillo Mannequin et étudiante en communications sociales. | 23   | Femme Gagnante de Mundos Opuestos Colombie          | 77 jours |
| Pipe Calderón Chanteur.                                            | 29   | 2e place Hommes de Mundos Opuestos Colombie         | 77 jours |
| Paola Tovar Actrice.                                               | 25   | 2e place Femmes de Mundos Opuestos Colombie         | 77 jours |
| Ana Lucía Silva Actrice.                                           | 29   | Demi-finaliste éliminée de Mundos Opuestos Colombie | 72 jours |
| Daniela Ochoa "Nanis" Mannequin.                                   | 23   | Demi-finaliste éliminée de Mundos Opuestos Colombie | 50 jours |
| Julián Rendón Diplômé de communication sociale et journalisme.     | 28   | Demi-finaliste éliminé de Mundos Opuestos Colombie  | 70 jours |
| Abdu Cesar Ingénieur.                                              | 39   | Demi-finaliste éliminé de Mundos Opuestos Colombie  | 70 jours |
| Víctor Javier Torres                                               | 29   | 14e éliminé En duel de habileté                     | 64 jours |
| Edward Carrillo                                                    | 27   | 13e éliminé En duel de habileté                     | 64 jours |
| Farina Paucar Chanteuse.                                           | 26   | 12e éliminée En duel de habileté                    | 64 jours |
| Delmis Muñoz Mannequin, Ex Miss Playboy.                           | 28   | 11e éliminée En duel de habileté                    | 64 jours |
| Ana María Córdoba Mannequin                                        | 26   | 10e éliminée En duel de équilibre                   | 57 jours |
| Diana Caicedo Mannequin y étudiante de journalisme.                | 25   | 9e éliminée En duel de équilibre                    | 57 jours |
| Omar Murillo "Bola 8" Acteur.                                      | 31   | 8e éliminé En duel de habileté                      | 49 jours |
| Víctor Hugo Aristizábal "Aristi" Footballeur.                      | 41   | 7e éliminé En duelo de vitesse                      | 42 jours |
| Eduardo José Beleño Chanteur.                                      | 25   | 6e éliminé En duel de habileté                      | 14 jours |
| Sandra Muñoz Actrice.                                              | 34   | 5e éliminée En duel de habileté                     | 28 jours |
| Hernando Colmenares Personal Trainer.                              | 49   | 4e éliminé En duel de équilibre                     | 21 jours |
| Julieth Pinto Cuello Footballeur.                                  | 22   | 3e éliminée En duel de équilibre                    | 14 jours |
| Giorgio Difeo Acteur.                                              | 32   | 2e éliminé En duel de puntería                      | 7 jours  |
| Isabel Cristina Gómez Étudiant de médecine dentaire.               | 23   | 1re éliminée En duel de puntería                    | 7 jours  |

- Semaine 1 - 5 :

 Participant du équipe Infinito.
 Participant du équipe Eternidad.
- - Semaine 6 - 11 :

 Compétition individuelle des participants hommes.
 Compétition individuelle des participantes femmes.

### Sources
- (es) Cet article est partiellement ou en totalité issu de l’article de Wikipédia en espagnol intitulé « Mundos opuestos (Colombia) » (voir la liste des auteurs).